# جرج امرسون بروئر
جرج امرسون بروئر (انگلیسی: George Emerson Brewer؛ ۲۸ ژوئیه ۱۸۶۱ – ۲۴ دسامبر ۱۹۳۹) پزشک و جراح اورولوژی اهل ایالات متحده آمریکا بود. وی در سال ۱۸۸۱ از کالج همیلتون فارغ‌التحصیل شد و رشتهٔ پزشکی را در دانشگاه ایالتی نیویورک در بافلو و دانشکده پزشکی هاروارد آموخت و دکترای پزشکی خود را در سال ۱۸۸۵ دریافت داشت. سپس در بیمارستان زنان کلمبیا و بیمارستان جانز هاپکینز مشغول به کار شد و در عین حال در کالج پزشکان و جراحان دانشگاه کلمبیا مشغول تدریس شد و جراح مقیم بیمارستان نیویورک-پرسبیترین گشت. در جریان جنگ جهانی اول جراح مشاور لشکر ۴۲ پیاده و بعدها پزشک ارشد ارتش اول ایالات متحده آمریکا شد. او در سال ۱۹۳۷ مبتلا به سرطان مثانه و به‌مدت دو سال تحت پرتودرمانی بود تا آنکه در ۲۴ دسامبر ۱۹۳۹ در بیمارستان نیویورک-پرسبیترین درگذشت.